# 九峰台山
九峰台山（韓語：구봉대산）是一座位于江原道宁越郡的山峰，主峰標高海拔900.7米（2,955英尺）。

## 腳註
1. ↑  An 2007, p.85.